# Michael Faraday
Michael Faraday (Newington Butts, Londres, 22 de setembro de 1791 — Richmond upon Thames, 25 de agosto de 1867) foi um físico e químico britânico que atuou com fortes contribuições para os estudos do eletromagnetismo e eletroquímica. Suas descobertas englobam os princípios básicos da indução eletromagnética, diamagnetismo e eletrólise. É considerado um dos cientistas mais influentes de todos os tempos. Além disso, Faraday fez também diversas outras contribuições muito importantes na física e na química.
Faraday foi principalmente um experimentalista, tendo sido descrito como o "melhor experimentalista na história da ciência", mesmo não conhecendo matemática avançada, como cálculo infinitesimal. Suas grandes contribuições para a ciência tiveram grande impacto sobre o entendimento do mundo natural. As descobertas de Faraday cobrem áreas significativas das modernas física e química, e a tecnologia desenvolvida baseada no seu trabalho está ainda mais presente. Suas descobertas em eletromagnetismo forneceram a base para os trabalhos de engenharia no fim do século XIX para que Edison, Siemens, Tesla e Westinghouse tornassem possível a eletrificação das sociedades industrializadas. Seus trabalhos em eletroquímica são amplamente usados em química industrial.
Embora Faraday tenha recebido pouca educação formal, ele foi e é conhecido até os dias atuais como um dos cientistas mais influentes da história. Graças a sua pesquisa sobre o campo magnético em torno de um condutor que conduz corrente contínua, Faraday conseguiu estabelecer a base para o conceito de campo eletromagnético na Física. Nesse sentido, ele também estabeleceu que o magnetismo poderia afetar os raios de luz e que havia uma relação subjacente entre os dois fenômenos. Dessa maneira, Faraday descobriu os princípios da indução eletromagnética e do diamagnetismo, e as leis da eletrólise. Por conseguinte, suas invenções no ramo de dispositivos rotativos eletromagnéticos proporcionaram a base da tecnologia de motores elétricos e foi, em grande parte, devido a seus esforços e trabalhos que a eletricidade atualmente é tida de maneira prática e recorrente para usos em tecnologias e afins.
Na física, foi um dos primeiros a estudar as relações entre eletricidade e magnetismo. Em 1821, logo após Oersted descobrir que a eletricidade e o magnetismo eram associados entre si, Faraday publicou um trabalho que chamou de "rotação eletromagnética", elaborando os princípios de funcionamento do motor elétrico. Em 1831, Faraday descobriu a indução eletromagnética, o princípio por trás do gerador elétrico e do transformador elétrico. Suas ideias sobre os campos elétricos e os magnéticos, e a natureza dos campos em geral, inspiraram trabalhos posteriores fundamentais nessa área, como as equações de Maxwell. Seus estudos sobre campos eletromagnéticos são conceitos-chave da física atual.
Na química suas contribuições também foram de grande importância. Descobriu o benzeno, produziu os primeiros cloretos de carbono conhecidos (C2Cl6 e C2Cl4), investigou o clatrato hidratado do cloro, inventou uma forma inicial do bico de Bunsen, o sistema de números de oxidação e ajudou a expandir os fundamentos da metalurgia e da metalografia. As suas experiências garantiram o sucesso na liquefação de gases nunca antes liquefeitos (dióxido de carbono e cloro entre outros). Isso tornou possíveis novos métodos de refrigeração cujos princípios continuam a ser utilizados nos modernos refrigeradores domésticos. Talvez a sua maior contribuição tenha sido virtualmente fundar a eletroquímica. Faraday criou termos como eletrólito, ânodo, cátodo, elétrodo, e íon. Além disso, Faraday se tornou o primeiro e mais importante professor fulleriano de química na Royal Institution, um cargo vitalício.
Como dito, Faraday é conhecido até os dias atuais como um excelente experimentalista que transmitiu suas ideias em forma de uma linguagem clara e simples de ser compreendida. Todavia, suas habilidades matemáticas não se estendiam até a trigonometria e se limitavam à álgebra mais simples. James Clerk Maxwell reuniu o trabalho de Faraday e outros em um conjunto de equações que é aceito como a base de todas as teorias modernas dos fenômenos eletromagnéticos. Nesse sentido, em frente aos usos de linhas de força de faraday, Maxwell escreveu que eles mostram que Faraday "foi na realidade um matemático de uma ordem muito elevada - alguém de quem os matemáticos do futuro podem derivar métodos valiosos e férteis". Por esse fator, a unidade no Sistema Internacional de Unidades (SI), a unidade de capacitância é nomeada em sua homenagem: o farad.
Michael Faraday apresentou e apresenta até hoje grande notoriedade que até mesmo o célebre Albert Einstein manteve uma foto de Faraday na parede de seu escritório, ao lado de fotos de outros grandes nomes da ciência, como Isaac Newton e James Clerk Maxwell. O físico Ernest Rutherford afirmou: "Quando consideramos a magnitude e a extensão de suas descobertas e sua influência no progresso da ciência e da indústria, não há honra demais para prestar à memória de Faraday, um dos maiores cientistas descobridores de todos os tempos."
Em 1853 Faraday publicou os resultados dos seus estudos sobre as mesas girantes. Ele verificou experimentalmente que as mesas se moviam devido ao efeito ideomotor. O experimento e sua divulgação no jornal The Times estão relacionados à preocupação de Faraday com as falhas na educação que levaram as pessoas a acreditarem no mesmerismo, nas mesas girantes e nas sessões espíritas. Em 1854 ele tratou do assunto em uma de suas palestras.

## Vida pessoal

### Vida pregressa
Michael Faraday nasceu em 22 de setembro de 1791 em Newington Butts, que agora é parte do bairro londrino de Southwark, entretanto, na época era uma parte suburbana de Surrey. Sua família não estava bem no quesito financeiro. Seu pai, James, era membro da seita Glassite do cristianismo. James Faraday mudou sua esposa e dois filhos para Londres durante o inverno de 1790 de Outhgill em Westmorland, onde tinha sido um aprendiz do ferreiro da aldeia. Michael Faraday nasceu no outono daquele ano. O jovem Michael, que era o terceiro de quatro filhos e tinha apenas a educação escolar básica, teve que educar a si mesmo, comprovando um grande exemplo de indivíduo autodidata.
Por continuidade cronológica, aos 14 anos, Faraday se tornou aprendiz de George Riebau, um encadernador e livreiro local na Blandford Street. Durante seu aprendizado de sete anos, Michael leu diversos livros, no qual em sua coleção incluía Isaac Watts's a melhoria da mente, e ele implementou com entusiasmo os princípios e sugestões nele contidas. Ele também desenvolveu um enorme interesse pela ciência, em especial por eletricidade. Faraday foi particularmente inspirado pelo livro Conversations on Chemistry, de Jane Marcet.

### Vida adulta
Em 1812, aos 20 anos de idade e no final de seu aprendizado, Faraday assistiu a palestras do eminente químico inglês Humphry Davy, do Royal Institution and the Royal Society, e de John Tatum, fundador da City Philosophical Society. Muitos dos ingressos para essas palestras foram dados a Faraday por William Dance, que foi um dos fundadores da Royal Philharmonic Society. Faraday subsequentemente enviou a Davy um livro de 300 páginas baseado em anotações que ele havia feito durante essas palestras. A resposta de Davy foi imediata, gentil e favorável. Em 1813, quando Davy danificou sua visão em um acidente com tricloreto de nitrogênio, ele decidiu contratar Faraday como assistente. Coincidentemente, um dos assistentes da Royal Institution, John Payne, foi demitido e Sir Humphry Davy foi convidado a encontrar um substituto; assim, ele nomeou Faraday como Assistente Químico na Royal Institution em 1 de março de 1813. Muito em breve Davy confiou a Faraday a preparação de amostras de tricloreto de nitrogênio, e os dois ficaram feridos em uma explosão dessa substância muito sensível.
Faraday casou-se com Sarah Barnard (1800-1879) em 12 de junho de 1821. Eles se conheceram por meio de suas famílias na igreja sandemaniana, e ele confessou sua fé à congregação sandemaniana um mês depois de se casarem. Eles não tinham filhos.
Faraday era um cristão devoto; sua denominação sandemaniana era uma ramificação da Igreja da Escócia. Bem depois de seu casamento, ele serviu como diácono e por dois mandatos como ancião na casa de reunião de sua juventude. Sua igreja estava localizada em Paul's Alley no Barbican. Esta casa de reuniões foi realocada em 1862 para Barnsbury Grove, Islington; este local no norte de Londres foi onde Faraday serviu os últimos dois anos de seu segundo mandato como ancião antes de renunciar ao cargo. Biógrafos notaram que "um forte senso da unidade de Deus e da natureza permeou a vida e obra de Faraday".

### Vida posterior
Em junho de 1832, a Universidade de Oxford concedeu a Faraday o título de Doutor honorário em Direito Civil. Durante sua vida, ele foi oferecido um título de cavaleiro em reconhecimento por seus serviços à ciência, que ele rejeitou por motivos religiosos, acreditando que era contra a palavra da Bíblia acumular riquezas e buscar recompensas mundanas, e declarando que preferia permanecer "planície Sr. Faraday até o fim". Eleito membro da Royal Society em 1824, ele se recusou duas vezes a se tornar presidente. Ele se tornou o primeiro professor fulleriano de química na Royal Institution em 1833.
Em 1832, Faraday foi eleito Membro Honorário Estrangeiro da Academia Americana de Artes e Ciências. Ele foi eleito membro estrangeiro da Real Academia Sueca de Ciências em 1838, e foi um dos oito membros estrangeiros eleitos para a Academia Francesa de Ciências em 1844. Em 1849 ele foi eleito membro associado da Real Instituto da Holanda, que dois anos depois se tornou a Academia Real Holandesa de Artes e Ciências e posteriormente ele foi feito membro estrangeiro.
Faraday sofreu um colapso nervoso em 1839, mas acabou retornando às suas investigações sobre eletromagnetismo. Em 1848, como resultado de representações do príncipe consorte, Faraday foi premiado com uma casa de graça e graça em Hampton Court em Middlesex, livre de todas as despesas e manutenção. Esta era a Casa do Mestre Mason, mais tarde chamada de Casa Faraday, e agora nº 37 da Hampton Court Road. Em 1858, Faraday retirou-se para morar lá.
Tendo fornecido vários projetos de serviço ao governo britânico, quando solicitado pelo governo para aconselhar sobre a produção de armas químicas para uso na Guerra da Crimeia (1853-1856), Faraday recusou-se a participar citando razões éticas.
Faraday morreu em sua casa em Hampton Court em 25 de agosto de 1867, aos 75 anos de idade. Alguns anos antes ele havia recusado uma oferta de sepultamento na Abadia de Westminster após sua morte, mas ele tem uma placa memorial lá, perto do túmulo de Isaac Newton. Faraday foi enterrado na seção dos dissidentes (não anglicanos) do Cemitério de Highgate.

## Realizações científicas

### Química
Como dito até então, não é inédito que Michael Faraday construiu uma carreira brilhante como cientista, tanto que até os dias atuais é extremamente reconhecido e de alto renome. O primeiro trabalho de Faraday como químico começou como assistente de Humphry Davy. Michael Faraday estava especificamente envolvido no estudo do cloro, em que ele descobriu dois novos compostos de cloro e carbono. Ele também conduziu os primeiros experimentos grosseiros em relação a difusão de gases, um fenômeno que foi apontado pela primeira vez pelo célebre John Dalton. A importância física deste fenômeno foi mais plenamente revelada por Thomas Graham e Joseph Loschmidt. Dessa forma, Faraday conseguiu liquefazer vários gases, investigou as ligas de aço e produziu vários novos tipos de vidro para fins ópticos. Um espécime de um desses vidros pesados se tornou, em momento posterior, historicamente importante; quando o vidro era colocado em um campo magnético, Faraday determinava a rotação do plano de polarização da luz. Assim, este espécime também foi a primeira substância repelida pelos pólos magnéticos de um ímã.
Por conseguinte, Faraday também foi responsável por inventar uma forma inicial do hoje conhecido: Bico de Bunsen, que está em uso prático e recorrente em laboratórios didáticos, industriais e de pesquisas na área científica em todo mundo, sendo utilizado como fonte de calor. Faraday trabalhou extensivamente no campo da química, atuando na descoberta de substâncias como o benzeno (que, inicialmente, ele a chamou de bicarbureto de hidrogênio) e gases liquefeitos como o cloro. A liquefação de gases ajudou a estabelecer que gases são vapores de líquidos com ponto de ebulição muito baixo e deu uma base mais sólida ao conceito de agregação molecular. Já em 1820, Faraday discorreu sobre a primeira síntese de compostos feitos de carbono e cloro: C 2 Cl 6 e C 2 Cl4, no qual publicou seus resultados no ano seguinte. Faraday também determinou a composição do clatrato hidratado de cloro, que foi descoberto por Humphry Davy em 1810. Michael também é responsável por descobrir as leis da eletrólise e por popularizar as terminologias como ânodo, cátodo, eletrodo e íon, termos propostos em grande parte por William Whewell.
Faraday foi o primeiro a relatar o que mais tarde veio a ser chamado de nanopartículas metálicas. Em 1847, ele descobriu que as propriedades ópticas dos coloides de ouro diferiam daquelas do metal a granel correspondente. Esta foi provavelmente a primeira observação relatada dos efeitos do tamanho quântico e pode ser considerada o nascimento da nanociência.

### Eletricidade e magnetismo
Faraday é mais conhecido por seu trabalho sobre eletricidade e magnetismo. Sua primeira experiência registrada foi a construção de uma pilha voltaica com sete moedas britânicas de meio penny, empilhadas junto com sete discos de folha de zinco e seis pedaços de papel umedecidos com água salgada. Com essa pilha, ele decompôs o sulfato de magnésia (primeira carta a Abbott, 12 de julho de 1812).
Em 1821, logo após o físico e químico dinamarquês Hans Christian Ørsted descobrir o fenômeno do eletromagnetismo, Davy e o cientista britânico William Hyde Wollaston tentaram, mas não conseguiram, projetar um motor elétrico. Faraday, tendo discutido o problema com os dois homens, passou a construir dois dispositivos para produzir o que chamou de "rotação eletromagnética". Um deles, agora conhecido como motor homopolar, causava um movimento circular contínuo que era gerado pela força magnética circular em torno de um fio que se estendia até uma poça de mercúrio em que foi colocado um ímã; o fio então giraria em torno do ímã se alimentado com corrente de uma bateria química. Esses experimentos e invenções formaram a base da moderna tecnologia eletromagnética. Em sua empolgação, Faraday publicou resultados sem reconhecer seu trabalho com Wollaston ou Davy. A controvérsia resultante dentro da Royal Society prejudicou sua relação de mentor com Davy e pode muito bem ter contribuído para a designação de Faraday para outras atividades, o que consequentemente impediu seu envolvimento na pesquisa eletromagnética por vários anos.
Desde sua descoberta inicial em 1821, Faraday continuou seu trabalho de laboratório, explorando propriedades eletromagnéticas de materiais e desenvolvendo a experiência necessária. Em 1824, Faraday configurou brevemente um circuito para estudar se um campo magnético poderia regular o fluxo de uma corrente em um fio adjacente, mas não encontrou essa relação. Este experimento seguiu um trabalho semelhante realizado com luz e ímãs três anos antes, que produziu resultados idênticos. Durante os próximos sete anos, Faraday gastou muito de seu tempo aperfeiçoando sua receita de vidro de qualidade óptica (pesado), borossilicato de chumbo, que ele usou em seus estudos futuros conectando luz com magnetismo. Em seu tempo livre, Faraday continuou publicando seu trabalho experimental em óptica e eletromagnetismo; ele manteve correspondência com cientistas que conheceu em suas viagens pela Europa com Davy, e que também estavam trabalhando com eletromagnetismo. Dois anos após a morte de Davy, em 1831, ele começou sua grande série de experimentos nos quais descobriu a indução eletromagnética, registrando em seu diário de laboratório em 28 de outubro de 1831 que ele era; "fazendo muitos experimentos com o grande ímã da Royal Society".
A descoberta de Faraday veio quando ele enrolou duas bobinas isoladas de fio em torno de um anel de ferro e descobriu que, ao passar uma corrente por uma bobina, uma corrente momentânea foi induzida na outra bobina. Este fenômeno agora é conhecido como indução mútua. O aparelho de espiral de ferro ainda está em exibição na Royal Institution. Em experimentos subsequentes, ele descobriu que, se movesse um ímã através de uma alça de fio, uma corrente elétrica fluía naquele fio. A corrente também fluía se o loop fosse movido sobre um ímã estacionário. Suas demonstrações estabeleceram que um campo magnético variável produz um campo elétrico; esta relação foi modelada matematicamente por James Clerk Maxwell como a lei de Faraday, que posteriormente se tornou uma das quatro equações de Maxwell e que, por sua vez, evoluíram para a generalização conhecida hoje como teoria de campo. Faraday mais tarde usaria os princípios que descobriu para construir o dínamo elétrico, o ancestral dos modernos geradores de energia e do motor elétrico.
Em 1832, ele completou uma série de experimentos com o objetivo de investigar a natureza fundamental da eletricidade; Faraday usou " estática ", baterias e "eletricidade animal" para produzir os fenômenos de atração eletrostática, eletrólise, magnetismo, etc. Ele concluiu que, ao contrário da opinião científica da época, as divisões entre os vários "tipos" de eletricidade eram ilusórios. Faraday, em vez disso, propôs que apenas uma única "eletricidade" existe, e os valores variáveis de quantidade e intensidade (corrente e tensão) produziriam diferentes grupos de fenômenos.
Perto do final de sua carreira, Faraday propôs que as forças eletromagnéticas se estendessem para o espaço vazio ao redor do condutor. Esta ideia foi rejeitada por seus colegas cientistas, e Faraday não viveu para ver a eventual aceitação de sua proposta pela comunidade científica. O conceito de Faraday de linhas de fluxo emanando de corpos carregados e ímãs forneceu uma maneira de visualizar campos elétricos e magnéticos; esse modelo conceitual foi crucial para o desenvolvimento bem-sucedido dos dispositivos eletromecânicos que dominaram a engenharia e a indústria até o final do século XIX.

### Diamagnetismo
Em 1845, Faraday descobriu que muitos materiais exibem uma repulsão fraca de um campo magnético: um fenômeno que ele chamou de diamagnetismo.
Faraday também descobriu que o plano de polarização da luz polarizada linearmente pode ser girado pela aplicação de um campo magnético externo alinhado com a direção em que a luz se move. Isso agora é denominado efeito Faraday. Em setembro de 1845, ele escreveu em seu caderno: "Eu finalmente consegui iluminar uma curva magnética ou linha de força e magnetizar um raio de luz".
Mais tarde em sua vida, em 1862, Faraday usou um espectroscópio para pesquisar uma alteração diferente da luz, a mudança das linhas espectrais por um campo magnético aplicado. O equipamento disponível para ele era, no entanto, insuficiente para uma determinação definitiva da mudança espectral. Pieter Zeeman mais tarde usou um aparelho aperfeiçoado para estudar o mesmo fenômeno, publicando seus resultados em 1897 e recebendo o Prêmio Nobel de Física em 1902 por seu sucesso. Em seu artigo de 1897 e em seu discurso de aceitação do Nobel, Zeeman fez referência ao trabalho de Faraday.

### Gaiola de Faraday
Em seu trabalho sobre eletricidade estática, o experimento do balde de gelo de Faraday demonstrou que a carga residia apenas no exterior de um condutor carregado, e a carga externa não tinha influência sobre nada dentro de um condutor. Isso ocorre porque as cargas externas se redistribuem de modo que os campos internos que emanam delas se cancelam. Esse efeito de proteção é usado no que agora é conhecido como gaiola de Faraday. Em janeiro de 1836, Faraday colocou uma moldura de madeira, de 12 pés quadrados, em quatro suportes de vidro e acrescentou paredes de papel e tela de arame. Ele então entrou e o eletrificou. Quando saiu de sua jaula eletrificada, Faraday mostrou que a eletricidade era uma força, não um fluido imponderável como se acreditava na época.

## Biografia

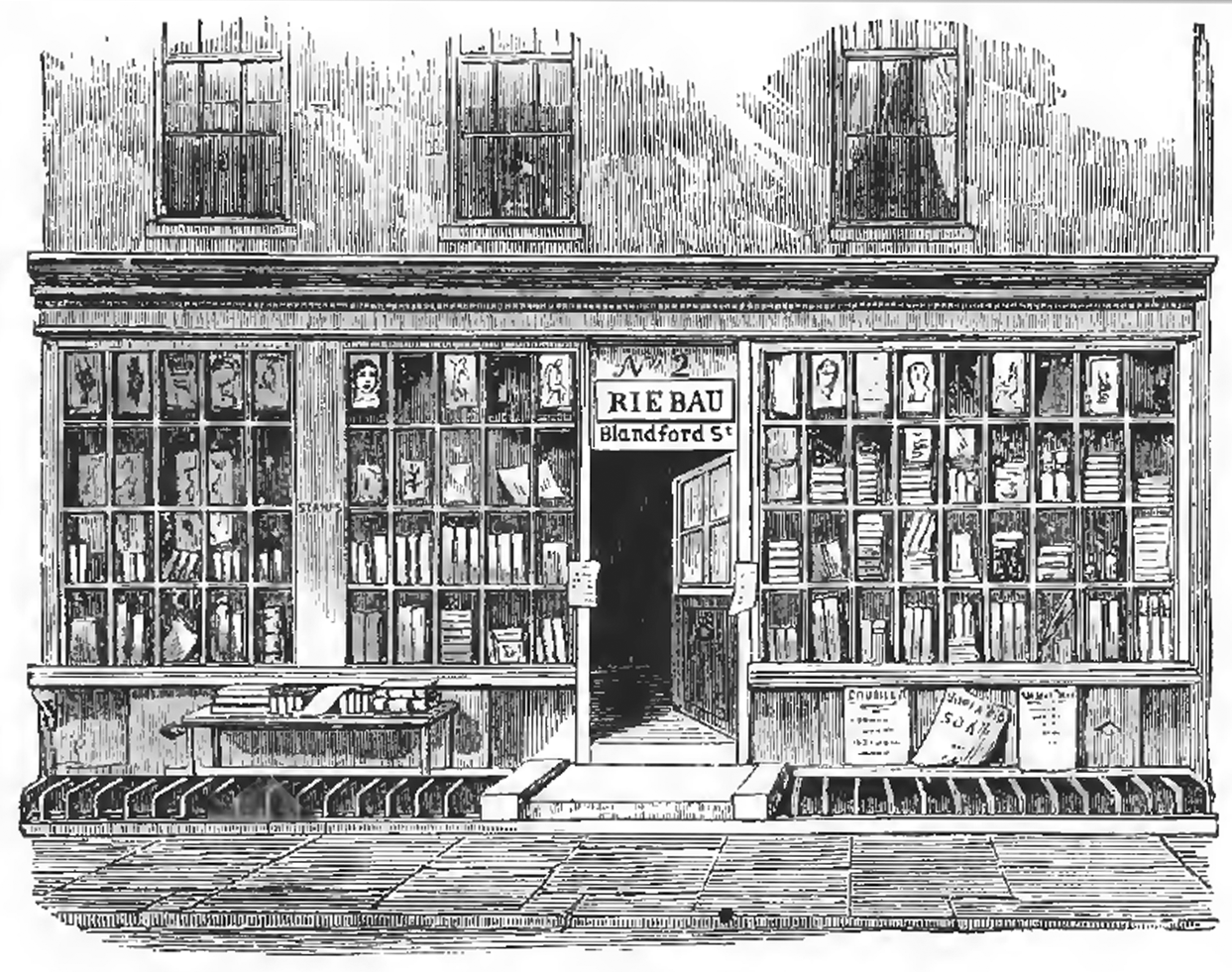
A loja de George Riebau, onde Michael Faraday foi aprendiz por sete anos

Michael Faraday nasceu em Newington Butts, ao sul de Londres. Sua família era pobre. Seu pai, James Faraday, era ferreiro. Junto com mãe de Faraday, Margaret Hastwell, migrou no começo de 1791 do norte da Inglaterra para Newington Butts em busca de trabalho. Eles já tinham dois filhos antes de se mudarem, um menino e uma menina. Faraday nasceu poucos meses depois dessa mudança. A família logo se mudou de novo, agora para Londres. Lá nasceu uma menina após Faraday e foi onde o jovem Michael Faraday recebeu os rudimentos de uma educação, aprendendo a ler, escrever, e aritmética.
Faraday começou a trabalhar aos 13 anos de idade, como menino de recados de um encadernador e comerciante de livros, George Riebau, um imigrante francês que foi para Londres devido à Revolução Francesa. Em 1805, aos 14 anos, Faraday tornou-se aprendiz de Riebau e leu vários dos livros que encadernou durante seus sete anos de aprendizado.
Um livro que chamou sua atenção foi Palestras sobre química de Jane Marcet, escrito em 1805. A obra A melhoria da mente, de Isaac Watts, fez com que ele meditasse a respeito. Leu um exemplar que estava encadernando da Enciclopédia Britânica e interessou-se muito por um artigo sobre eletricidade.
Como resultado de suas leituras realizou experiências químicas simples. Certa vez teve acesso a um livro chamado Experiências químicas. Com o pouco dinheiro que tinha comprou instrumentos simples para fazer as experiências que estavam no livro. Assim foi modelando sua inteligência e desenvolvendo sua técnica. Conforme ele progredia, aumentava o seu interesse e a sua curiosidade. Lia todos os livros de ciência que encontrava.
Desde 1810 Faraday assistiu aulas de John Tatum (fundador de uma sociedade filosófica), sobre diversos assuntos. Em 1810, com vinte anos de idade, Faraday foi convidado para assistir a quatro conferências de sir Humphry Davy, químico inglês e presidente da Royal Society entre 1820 e 1827. Faraday tomou notas destas conferências e, mais tarde, redigiu-as em formato mais completo. Então, em 1812, escreveu para Humphry Davy (que admirava muito desde que assistiu as aulas de química), mandando cópias destas notas. Davy respondeu para Faraday quase imediatamente, e muito favoravelmente, além de marcar um encontro.
Em março de 1813, foi nomeado ajudante de laboratório da Royal Institution, por recomendação de Humphry Davy.
Davy precisava fazer uma lâmpada de segurança para ser usada nas minas e Faraday pode mostrar seu potencial, dando-lhe sugestões, pois tinha grande capacidade analítica. Suas sugestões foram aceitas. Davy o reconheceu e lhe deu a oportunidade de participar ativamente de suas experiências.
Seis meses depois, Davy o convidou para acompanhá-lo como seu “assessor filosófico” em uma série de conferências. No dia 13 de outubro de 1813, partiram para a Europa. “Esta manhã marca uma época em minha vida”, escreveu em seu diário. Como o criado de Davy desistiu de viajar, Faraday assumiu este papel. A viagem foi cheia de surpresas para Faraday: conheceu o mar, as montanhas, o Vesúvio; em Paris, viu Napoleão; conheceu Alessandro Volta, André-Marie Ampère, Joseph Gay-Lussac e outros cientistas.
Em 1815, de volta à Inglaterra, Faraday passa a integrar o Royal Institution, onde foi conferencista de várias Royal Institution Christmas Lectures. Ele e Davy concluem a lâmpada de segurança, que começou a ser usada no ano seguinte. Faraday declara que a lâmpada não era perfeitamente segura, o que desagrada ao ego de Davy. Ingressou na Sociedade Filosófica, onde realizava conferências sobre química, utilizando-se do que ouvia de Davy.
Em 12 de junho de 1821, Faraday casou-se com Sarah Barnard (1800-1879), e não tiveram filhos.
Em 1820, Hans Christian Ørsted provou os efeitos magnéticos da corrente elétrica: um fio metálico conduzindo corrente elétrica provoca o desvio de uma agulha metálica.
Em 1821, William Hyde Wollaston concluiu que ao aproximar um ímã de um fio onde está passando corrente elétrica o fio deveria girar em torno do ímã. No dia 3 de setembro deste ano, Faraday mostrou que uma barra de ímã girava em torno de um fio eletrizado e que um fio suspenso eletrizado girava em torno de um ímã fixo, comprovando a teoria de Wollaston. Em outubro, publicou no “Quarterly Journal”. No natal do mesmo ano, fez com que o fio se movesse pela influência do magnetismo terrestre.
Com uma sugestão de Davy, Faraday consegue obter cloro líquido. Escreveu, então, um comunicado para a Royal Society. Mas Davy o lê, antes de ser enviado, e redige uma nota sobre sua participação.

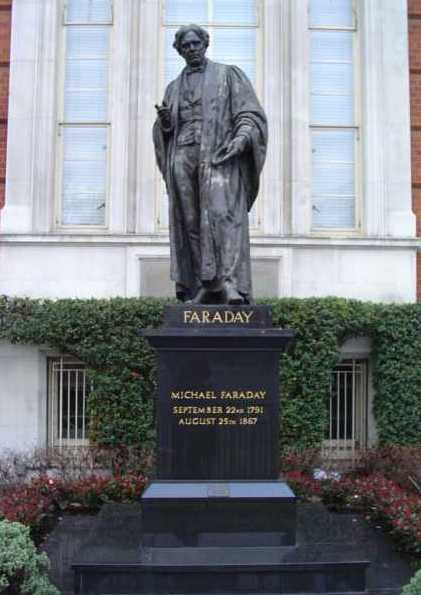
Estátua de Faraday na Instituição de Engenharia e Tecnologia, na calçada de Savoy Place, Londres

Foi eleito membro da Royal Society em 1824.
Recebeu a nomeação para diretor do laboratório em fevereiro de 1825. Neste mesmo ano, isolou o benzeno do óleo de baleia.
Trabalhou como perito em tribunais, tendo ganho, num só ano, cinco mil dólares.
Em 1827, foi convidado para trabalhar na Universidade de Londres, mas rejeitou o convite.
Trabalhou por quatro anos em vidros para óptica. Obteve várias qualidades de vidro, conseguindo aperfeiçoar o telescópio.
Em 17 de outubro de 1831 demonstrou que era possível converter energia mecânica em energia elétrica. Foi a primeira demonstração de um dínamo, que veio a ser o principal meio de fornecimento de corrente elétrica. No dia 29 desse mês, pegou um disco de cobre preso a um cabo e um ímã em formato de ferradura. Entre os polos do ímã fez girar o disco, que estava ligado a um galvanômetro, a agulha se moveu com o girar do disco.
Em 1832, fundou a eletroquímica e desenvolveu as leis da eletrólise. Neste mesmo ano, recebeu o Diploma Honorário da Universidade de Oxford, sendo homenageado com a medalha Copley da Royal Society, a maior honraria já concedida por ela.
Em 1833 tornou-se Professor Fulleriano de Química na Royal Institution.
Faraday teve importância na química como descobridor de dois cloretos de carbono, investigador de ligas de aço e produtor de vários tipos novos de vidros. Um desses vidros tornou-se historicamente importante por ser a substância em que Faraday identificou a rotação do plano de polarização da luz quando ela passa por um campo magnético e também por ser a primeira substância a ser repelida pelos polos de um ímã. Particularmente, ele acreditava nas linhas de campo elétrico e magnético como entidades físicas reais e não abstrações matemáticas. Porém, suas descobertas no campo da eletricidade ofuscaram quase que por completo sua carreira química.
A mais importante das contribuições de Faraday foi a descoberta da indução eletromagnética, em 1831.
Em 1857, o físico John Tyndall lhe ofereceu a presidência da Royal Society, mas Michael recusou: “quero ser simplesmente Michael Faraday até o fim”. Ele queria continuar com suas experiências, se fosse presidente não teria tempo para isso.
Faraday morreu na sua casa em Hampton Court, aos 75 anos, e não foi enterrado na Abadia de Westminster, mas no Cemitério de Highgate.

## Visão religiosa
Faraday foi um cristão que participou de uma denominação não-conformista chamada Sandemanismo; do qual chegou a servir como diácono. É um consenso entre seus biógrafos que sua fé modelou sua visão do processo científico e o endossava. Isso não significa que aceitasse a Escritura como fonte de informação científica propriamente, mas acreditava que a Escritura (o Livro da palavra de Deus, indicando a salvação) e a teologia natural de Deus (a natureza) eram suficientes para apontar a existência e poder de Deus.
Como outros cientistas cristãos, ele compartilhava a crença de que a natureza está debaixo de leis que podem ser discernidas por nós, pelo motivo da natureza ter sua origem e controle num Criador Legislador. Em um memorândum (1844) ele argumentou:

"Deus tem o prazer de trabalhar em sua criação material por leis." e "O Criador governa seu trabalho material por leis definitivas resultando das forças impressas na matéria"

### The Faraday Institute for Science and Religion
Há em Cambridge o "The Faraday Institute for Science and Religion" instituição formada por cientistas, teólogos e filósofos, criada para:
1. Pesquisa acadêmica e publicação sobre ciência e religião, incluindo a organização de grupos de experts convidados para escrever publicações conjuntas;
2. Providenciar cursos curtos sobre ciência e religião;
3. Organizar seminários e palestras sobre ciência e religião;
4. Providenciar informação apurada sobre ciência e religião para o público mais amplo.

## A história com a rainha
Há relatos de um evento supostamente ocorrido com Faraday que é usado para satirizar aqueles que não conseguem encontrar relevância em trabalhos de pesquisa básica como os desenvolvidos por ele. Certa vez Faraday recebeu uma visita da Rainha Vitória da Inglaterra em seu laboratório. Quando a rainha lá chegou, Faraday logo se pôs a mostrar-lhe todas as suas invenções e descobertas. Ao terminar a demonstração a rainha perguntou:
Mas para que servem todas essas coisas?
Ao que o sábio físico respondeu:
E para que serve um bebê?

## Galeria

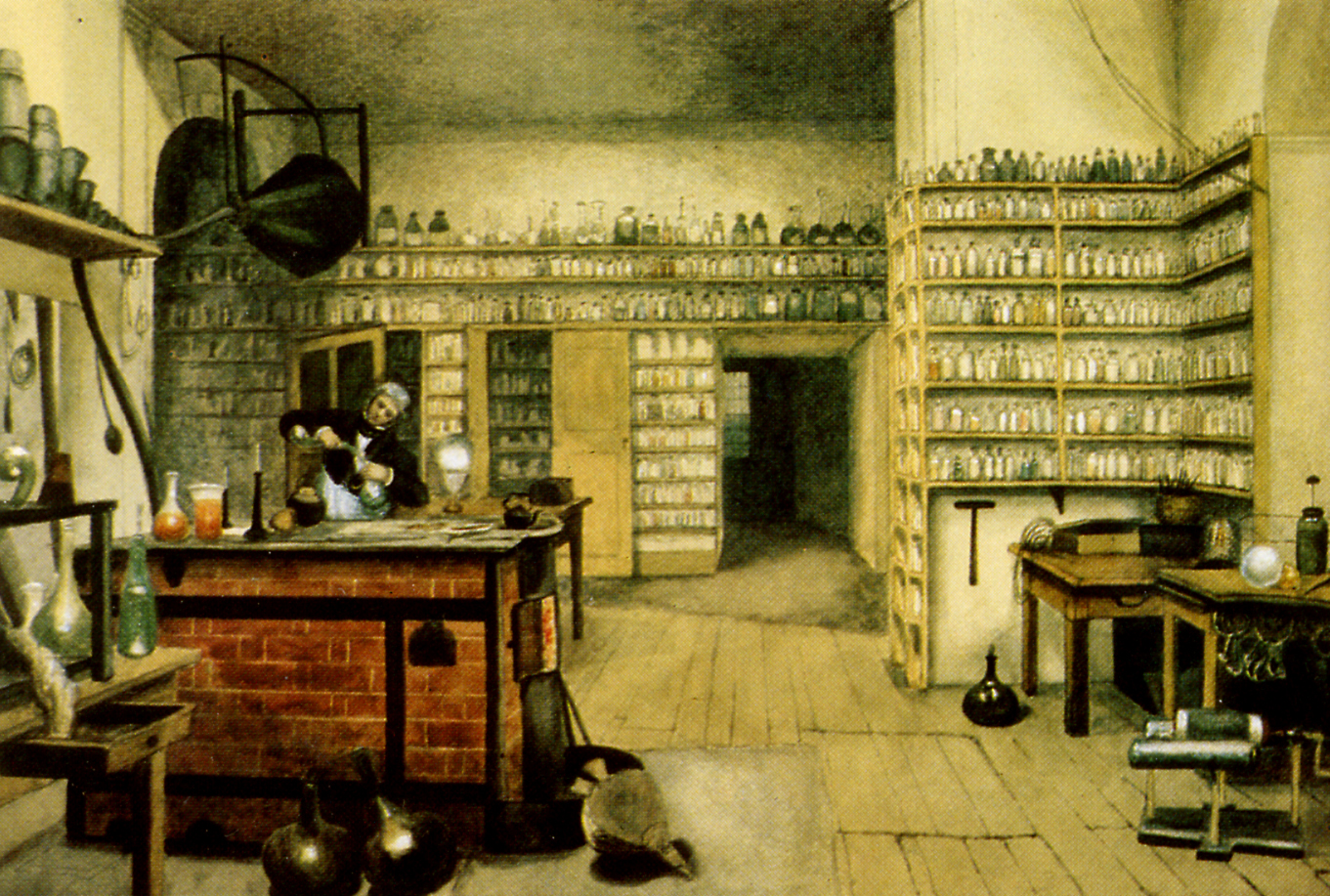
Michael Faraday em seu laboratório, c. 1850
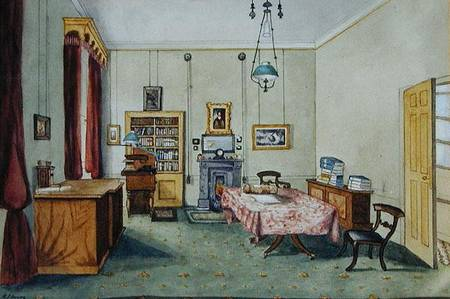
Estudo de Michael Faraday na Royal Institution
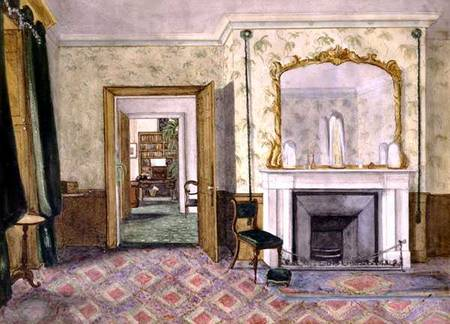
Apartamento de Michael Faraday na Royal Institution
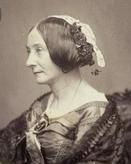
Artista Harriet Jane Moore, que documentou a vida de Faraday em aquarelas

## Obras

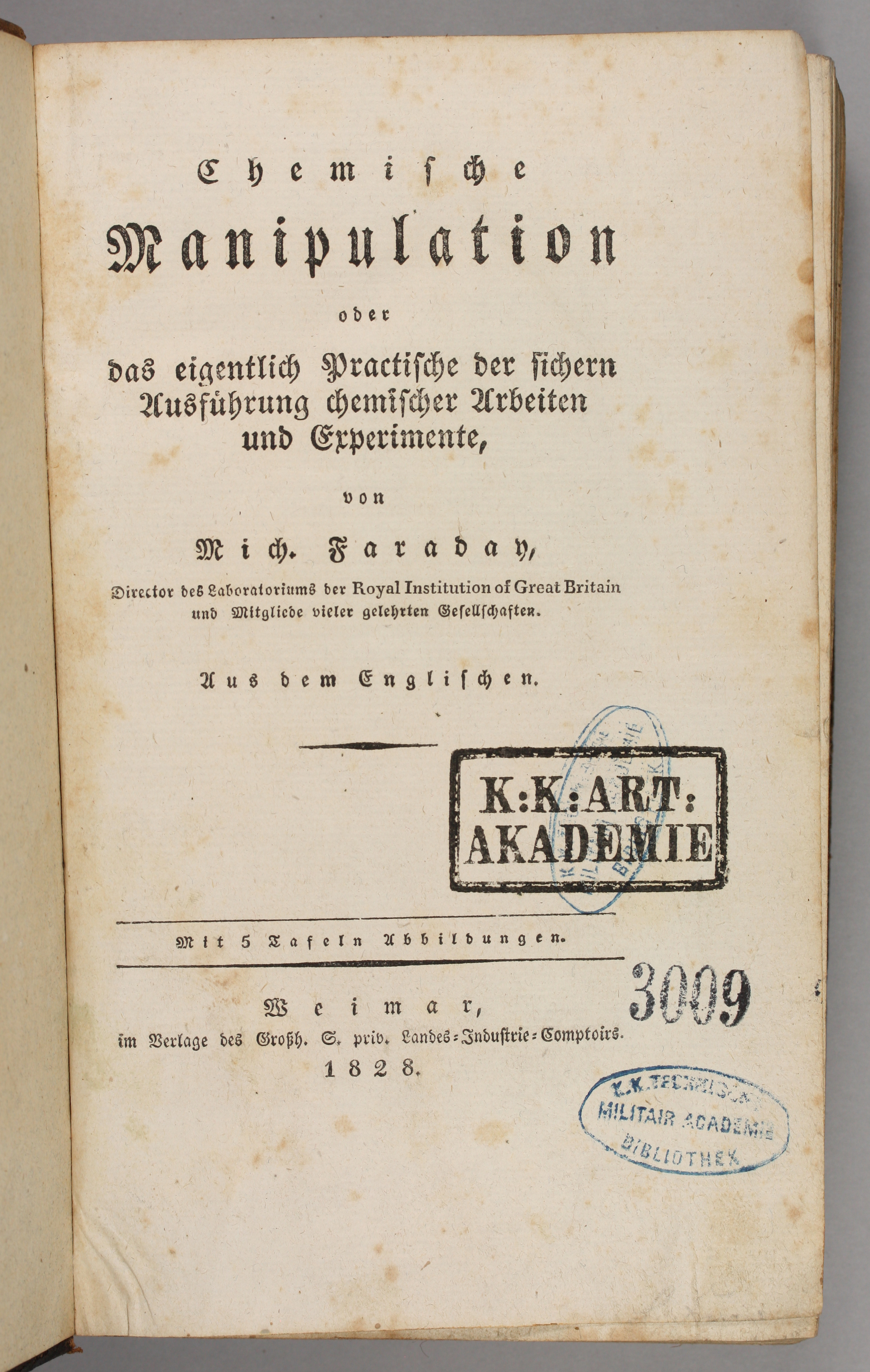
Chemische Manipulation, 1828

Os livros de Faraday, com exceção de Manipulação Química, eram coleções de artigos científicos ou transcrições de palestras. Desde sua morte, o diário de Faraday foi publicado, assim como vários grandes volumes de suas cartas e o diário de Faraday de suas viagens com Davy em 1813-1815.
- Faraday, Michael (1827). Chemical Manipulation, Being Instructions to Students in Chemistry. [S.l.]: John Murray 2a. ed. 1830, 3a. ed. 1842
- Faraday, Michael (1839). Experimental Researches in Electricity, vols. i. and ii. [S.l.]: Richard e John Edward Taylor; vol. iii. Richard Taylor e William Francis, 1855
- Faraday, Michael (1859). Experimental Researches in Chemistry and Physics. [S.l.]: Taylor and Francis. ISBN 978-0-85066-841-4
- Faraday, Michael (1861).  W. Crookes, ed. A Course of Six Lectures on the Chemical History of a Candle. [S.l.]: Griffin, Bohn & Co. ISBN 978-1-4255-1974-2
- Faraday, Michael (1873).  W. Crookes, ed. On the Various Forces in Nature. [S.l.]: Chatto and Windus
- Faraday, Michael (1932–1936).  T. Martin, ed. Diary. [S.l.: s.n.] ISBN 978-0-7135-0439-2 – publicado em oito volumes; veja também o: 2009 public. do diário de Faraday
- Faraday, Michael (1991).  B. Bowers and L. Symons, ed. Curiosity Perfectly Satisfyed: Faraday's Travels in Europe 1813–1815. [S.l.]: Institution of Electrical Engineers
- Faraday, Michael (1991).  F.A.J.L. James, ed. The Correspondence of Michael Faraday. 1. [S.l.]: INSPEC, Inc. ISBN 978-0-86341-248-6 – volume 2, 1993; volume 3, 1996; volume 4, 1999
- Faraday, Michael (2008).  Alice Jenkins, ed. Michael Faraday's Mental Exercises: An Artisan Essay Circle in Regency London. Liverpool: Liverpool University Press
- Course of six lectures on the various forces of matter, and their relations to each other Londres; Glasgow: R. Griffin, 1860.
- The Liquefaction of Gases, Edimburgo: W.F. Clay, 1896.
- The letters of Faraday and Schoenbein 1836–1862. With notes, comments and references to contemporary letters Londres: Williams & Norgate 1899. (Edição digital) - University and State Library Düsseldorf)